# 마크 고든 (정치인)
마크 고든(영어: Mark Gordon, 영어 발음: /mɑɹk ˈɡɔrdn̩/, 1957년 3월 14일~)은 미국의 정치인으로 현재 와이오밍주 주지사로 재임 중이다.

## 학력
- 미들버리 칼리지 역사학 인문사회 학사

## 경력
- 2012.11 ~ 2019.01 제29대 와이오밍 재무장관
- 2019.01 ~ 2027.01 제33대 와이오밍 주지사

## 역대 선거 결과
| 선거명      | 직책명            | 대수 | 정당   | 득표율 | 득표수    | 결과 | 당락                   |
| ----------- | ----------------- | ---- | ------ | ------ | --------- | ---- | ---------------------- |
| 2014년 선거 | 와이오밍 재무장관 | 29대 | 공화당 | 99.10% | 138,831표 | 1위  | 와이오밍 재무장관 당선 |
| 2018년 선거 | 와이오밍 주지사   | 33대 | 공화당 | 67.12% | 136,412표 | 1위  | 와이오밍 주지사 당선   |
| 2022년 선거 | 와이오밍 주지사   | 33대 | 공화당 | 78.72% | 143,696표 | 1위  | 와이오밍 주지사 당선   |